# Különösen alacsony károsanyag-kibocsátású jármű
A különösen alacsony károsanyag-kibocsátású jármű (Super ultra-low emission vehicle, SULEV) egy amerikai, személyautókra alkalmazott károsanyag-kibocsátási kategória. Ezen kategória járművei egy átlagos új autónál 90%-kal kevesebb, a környezetre káros anyagot bocsátanak ki. A SULEV a LEV (Low Emission Vehicle, alacsony károsanyag-kibocsátású jármű) és ULEV (Ultra-Low Emissions Vehicle, ultra-alacsony károsanyag-kibocsátású jármű) kategóriáknál szigorúbb, ugyanakkor megengedőbb a PZEV (Partial Zero Emission Vehicle, részlegesen nulla károsanyag-kibocsátású jármű) kategóriánál.
Autók, melyek teljesítik a normát:
- BMW 328i[2]